# Jumeirah Archaeological Site
Jumeirah Archaeological Site är en fornlämning i Förenade Arabemiraten.   Den ligger i emiratet Dubai, i den norra delen av landet, 120 kilometer nordost om huvudstaden Abu Dhabi.
Terrängen runt Jumeirah Archaeological Site är huvudsakligen platt, men österut är den kuperad. Havet är nära Jumeirah Archaeological Site åt nordväst.  Trakten runt Jumeirah Archaeological Site är ganska tätbefolkad, med 214 invånare per kvadratkilometer.. Närmaste större samhälle är Dubai, 16,2 kilometer söder om Jumeirah Archaeological Site. 